# العلاقات المولدوفية الناوروية
العلاقات المولدوفية الناوروية هي العلاقات الثنائية التي تجمع بين مولدوفا وناورو.

## مقارنة بين البلدين
هذه مقارنة عامة ومرجعية للدولتين:
| وجه المقارنة                                              | مولدوفا                           | ناورو                          |
| --------------------------------------------------------- | --------------------------------- | ------------------------------ |
| المساحة (كم2)                                             | 33.85 ألف                         | 21                             |
| عدد السكان (نسمة)                                         | 2.55 مليون                        | 10.08 ألف                      |
| الكثافة السكانية (ن./كم²)                                 | 75.33                             | 48.00 ألف                      |
| العاصمة                                                   | كيشيناو                           | ضاحية يارين                    |
| اللغة الرسمية                                             | اللغة المولدوفية، اللغة الرومانية | اللغة الناورونية، لغة إنجليزية |
| العملة                                                    | ليو مولدوفي                       | دولار أسترالي                  |
| الناتج المحلي الإجمالي (بليون دولار)                      | 8.13 مليار                        | 113.88 مليون                   |
| الناتج المحلي الإجمالي (تعادل القوة الشرائية) بليون دولار | 17.94 مليار                       | 162.98 مليون                   |
| الناتج المحلي الإجمالي الاسمي للفرد دولار أمريكي          | 3.65 ألف                          | 9.83 ألف                       |
| الناتج المحلي الإجمالي للفرد دولار أمريكي                 | 4.98 ألف                          |                                |
| مؤشر التنمية البشرية                                      | 0.693                             |                                |
| رمز المكالمات الدولي                                      | +373                              | +674                           |
| رمز الإنترنت                                              | .md                               | .nr                            |
| المنطقة الزمنية                                           | ت ع م+02:00، ت ع م+03:00          | ت ع م+12:00                    |

## منظمات دولية مشتركة
يشترك البلدان في عضوية مجموعة من المنظمات الدولية، منها:
| علم المنظمة | اسم المنظمة                   | تاريخ انضمام مولدوفا | تاريخ انضمام ناورو |
| ----------- | ----------------------------- | -------------------- | ------------------ |
|             | منظمة الشرطة الجنائية الدولية | ?                    | ?                  |
|             | يونسكو                        | 27 مايو 1992         | 17 أكتوبر 1996     |
|             | منظمة حظر الأسلحة الكيميائية  | ?                    | ?                  |
|             | الاتحاد البريدي العالمي       | ?                    | ?                  |
|             | الأمم المتحدة                 | 2 مارس 1992          | 14 سبتمبر 1999     |
|             | الاتحاد الدولي للاتصالات      | 20 أكتوبر 1992       | 10 يونيو 1969      |

## وصلات خارجية
- موقع وزارة الخارجية المولدوفية